# Sam Quartin
Sam Quartin (New York, 1 oktober 1994) is een Amerikaanse muzikante en actrice. Ze is de zangeres en gitariste van garagepunkband The Bobby Lees.

## Carrière
In 2017 speelde ze in de horrorfilm Let Me Make You a Martyr van John Swab en Corey Asraf, waar ze samen met Marilyn Manson de rol van June Glass vertolkte,
In 2018 speelde Quartin een hoofdrol in Run with the Hunted, samen met Ron Perlman Michael Pitt en Dree Hemingway. Later dat jaar speelde ze in Tyger Tyger met Dylan Sprouse en Eden Brolin.
In 2019 werd ze gecast in Body Brokers tegenover Oscar-winnares Melissa Leo, Frank Grillo en Jack Kilmer. Quartin zingt en speelt momenteel gitaar in de garagepunk-band The Bobby Lees. In 2019 maakten ze een plaat met punkblueslegende Jon Spencer die op 17 juli 2020 werd uitgebracht via Alive Naturalsound Records.

## Filmografie
| Jaar | Titel                                                    | Rol                     | Opmerkingen                         |
| ---- | -------------------------------------------------------- | ----------------------- | ----------------------------------- |
| 2011 | I am alive (korte film)                                  | Meisje op de casting 3  | Reg: A. James Marcolin              |
| 2012 | Adam (korte fim)                                         | Scene meisje            | Reg: Augustin Doublet               |
| 2013 | Hairbrained (korte fim)                                  | Student (niet genoemd)  | Reg: Billy Krent                    |
| 2013 | We Kid (korte film)                                      | Marion                  | Reg: Ruscen Vidinliev               |
| 2014 | The Heart Machine                                        | Virginia's dubbelganger | Reg: Zachary Wigon                  |
| 2014 | Judas’ Chariot (korte film)                              | June Glass              | Reg: John Swab                      |
| 2014 | Mirror & Missal: Part 1 - The Magical Women of Echo Park | De dichter              | Reg: Emmet Casey                    |
| 2014 | The Exurbs (korte fim)                                   | Scene meisje            | Reg: Justin Linton                  |
| 2014 | Heart of Winter (muziekvideo)                            | artiest                 | Reg: Wade Jackson                   |
| 2015 | Mona (korte film)                                        | Van                     | Reg: Jocelyn Jacobs                 |
| 2015 | Noah and the Band (korte film)                           | Sam                     | Reg: Chloe Jury-Fogel               |
| 2016 | NY84                                                     | Kate Jones              | Reg: Cyril Morin                    |
| 2016 | I will see you (muziekvideo’                             | artiest                 | Reg: Cyril Morin                    |
| 2016 | Run Run Run (muziekvideo)                                | artiest                 | Reg: Cyril Morin                    |
| 2016 | The Sleepers (korte film)                                | Lily                    | Reg: Joe Lueben                     |
| 2016 | Aimy in a Cage                                           | Dr. Issie               | Reg: Hooroo Jackson                 |
| 2017 | Let Me Make You a Martyr                                 | June Glass              | Reg: Corey Aswaf en John Swab       |
| 2017 | Living the Gimmick: The Great American Unwashed          | Trixie                  | Reg: Gore Abrams en John Swab       |
| 2018 | By the Rivers of Babylon                                 | Holly                   | Reg: Albert Sandoval                |
| 2018 | Fantasy prone (korte film)                               | Mary Ann                | Reg: Jessica Catalano               |
| 2019 | Mud and Honey (korte film)                               | Maeve                   | Reg: Molly Sorensen                 |
| 2019 | Run with the Hunted                                      | Loux                    | Reg: John Swab                      |
| 2020 | Stale Ramen                                              | Paola                   | Reg: JacQues Olet                   |
| 2020 | Tyger Tyger                                              | Blake                   | Reg: Kerry Mondragon                |
| 2021 | Body Brokers                                             | Tina                    | Reg: John Swab                      |
| 2022 | Candy Land                                               | Sadie                   | Reg: John Swab / nog aan het filmen |